# Pierre Cambronne
Pour les articles homonymes, voir Cambronne.

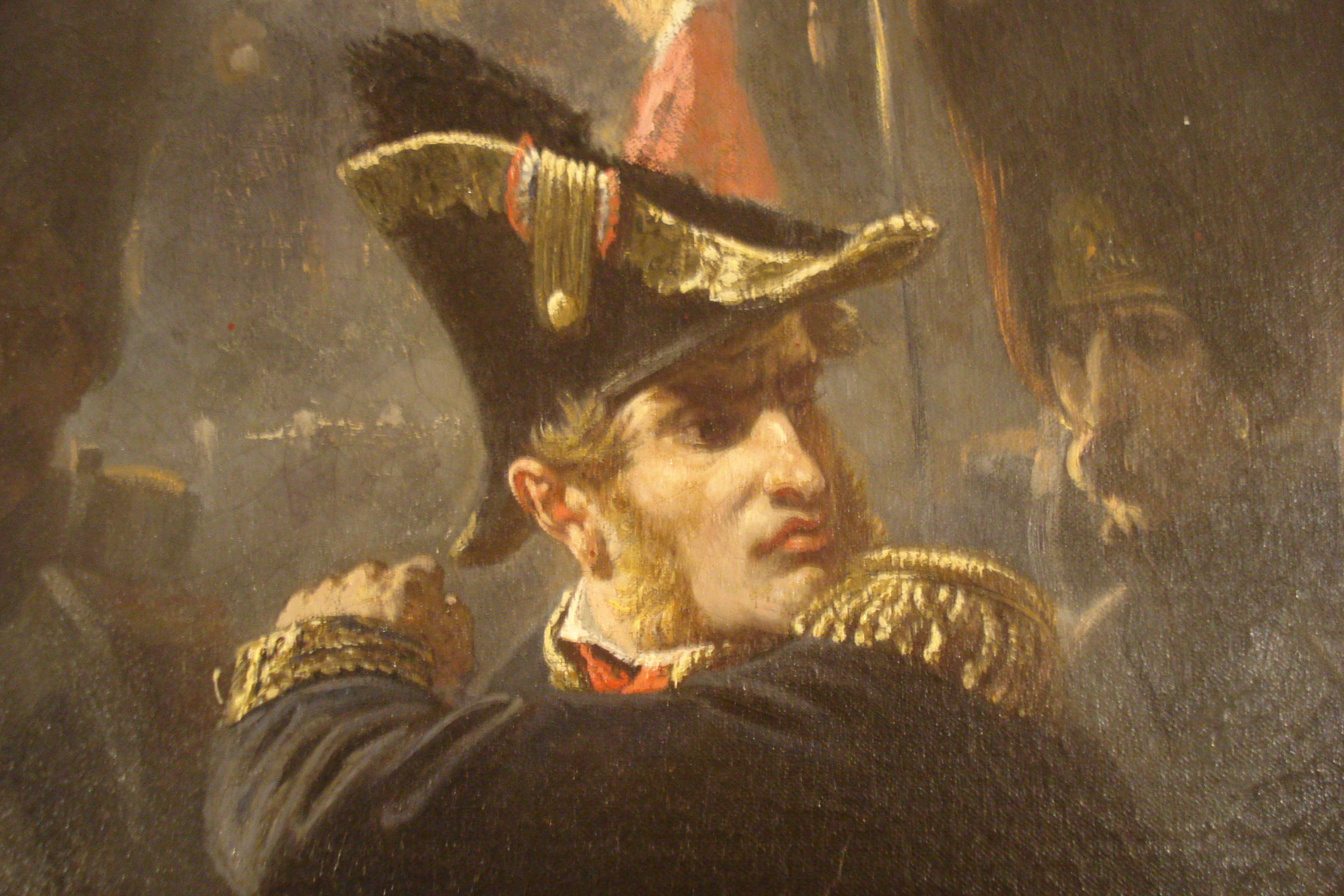
Charles Édouard Armand-Dumaresq, Cambronne à Waterloo (1867, détail), Hendaye, villa mauresque. Cambronne prononçant son « mot ».

Pierre Cambronne, né le 26 décembre 1770 à Nantes et mort le 29 janvier 1842 dans la même ville,, est un officier général français, vicomte et général de brigade du Premier Empire.

## Biographie
Son père, Pierre Charles Cambronne (1738-1784), négociant à Nantes, épouse Françoise-Adélaïde Druon, fille de Charles Druon, licencié ès lois, conseiller du roi, de Noyon.
Son grand-père, Louis-Marie Cambronne (né en 1710), conseiller du roi, négociant à Saint-Quentin, épouse Marie-Antoinette (Anne) Reneuf. Son arrière-grand-père, Jean-Louis Cambronne, courtier de toiles, épouse Marie-Anne Blondel à Saint-Quentin. Son arrière-arrière-grand-père, Nicolas Cambronne (1644-1723) épouse Marie-Madeleine Botté.

### Carrière militaire
Destiné au commerce, il s'enrôle, en septembre 1791, dans la compagnie de grenadiers du 1er bataillon de volontaires nantais,, engagé en Vendée avant de partir pour Saint-Domingue. Il sert ensuite sous les ordres de Dumouriez en Belgique. Durant la deuxième chouannerie, il participe à la bataille de Quiberon. D'une bravoure remarquable, il parvient rapidement au grade de capitaine. La Vendée pacifiée, il s'embarque pour l'expédition d'Irlande sous les ordres de Hoche en 1796.
Il passe ensuite à l'armée des Alpes sous les ordres de Masséna, où il se fait remarquer à la tête d'une compagnie de grenadiers à la bataille de Zurich en 1799. Il passe ensuite à l'armée d'Helvétie, où il enlève une batterie russe avec une poignée d'hommes. Il voit périr à ses côtés La Tour d'Auvergne, et refuse le titre de premier grenadier de France que ses soldats voulaient lui donner.

### L'Empire
Colonel à Iéna, il est nommé major commandant du 3e régiment de voltigeurs de la Garde impériale en 1810 et il est créé baron de l'Empire la même année, puis il participe pendant deux ans à la Campagne d'Espagne.
Il rejoint la Grande Armée pendant la campagne de Russie. Il y commande le 3e régiment de voltigeurs et participe aux batailles de Bautzen, Dresde, et de Leipzig, avant d'être nommé général de brigade à la Bataille de Hanau.

### LesCent-Jourset Waterloo

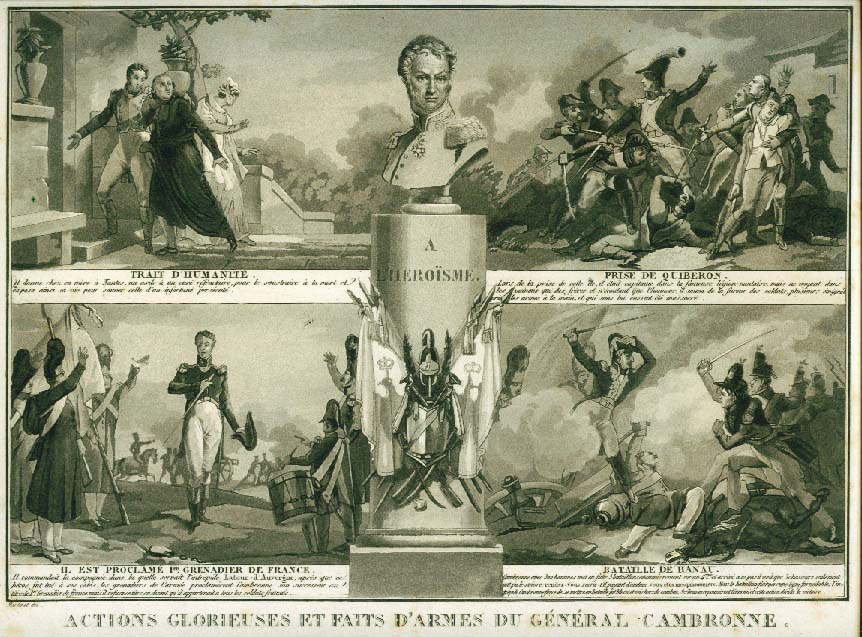
Pierre Cambronne. Aquatinte de 1823.

Nommé major de la Garde impériale en 1814, il prend part à toutes les opérations de la campagne de 1814, il est blessé plusieurs fois.
Fidèle parmi les fidèles à l'Empereur, il est commandant militaire (dirigeant la garde impériale et la place de Porto-Ferraio) de l'île d'Elbe en 1814-1815. Il accompagne Napoléon Ier en 1815, lors de son retour sur le continent, et commande l'avant-garde de sa petite armée.
Il neutralise la forteresse de Sisteron le 5 mars et le seul pont sur la Durance. Arrivé à Paris, il est nommé comte de l'Empire par décret du 1er avril 1815, mais qui ne sera pas confirmé par lettres patentes. 
Une fois arrivé à Paris, il refuse le grade de général de division, de crainte qu'on y voit un passe-droit, mais accepte les dignités de comte et de pair des Cent-Jours le 2 juin 1815.
Le 16 juin 1815, il attaque Ligny et le  18, à Waterloo, commande le dernier carré de la garde. Atteint d'un coup de feu au sourcil gauche, il est fait prisonnier par les Anglais qui le conduisent dans leur pays.

### Le«mot de Cambronne»

#### La légende

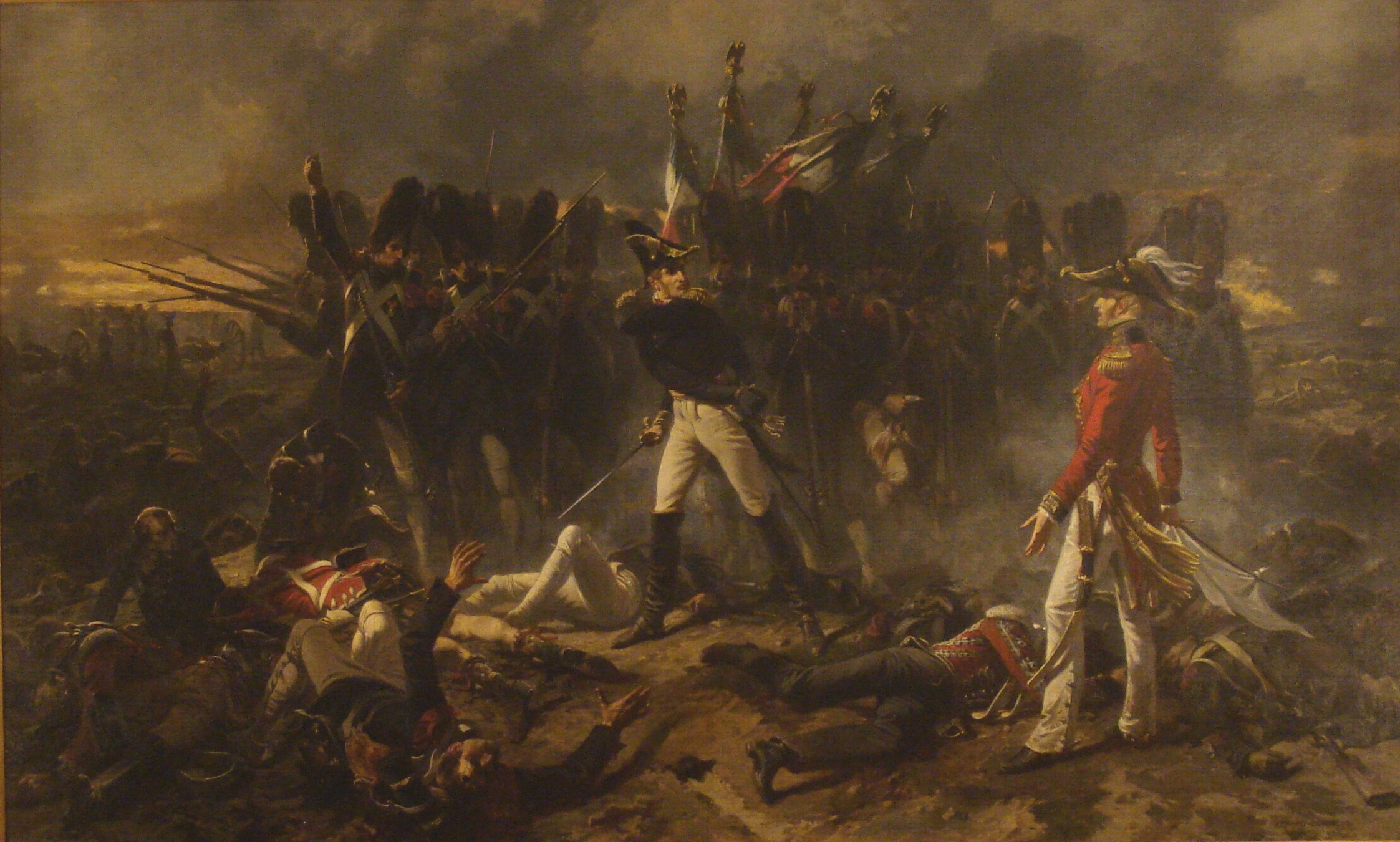
Charles Édouard Armand-Dumaresq, Cambronne à Waterloo (1867), Hendaye, villa mauresque.

Selon une légende très populaire, commandant le dernier carré de la Vieille Garde à Waterloo et sommé de se rendre par le général britannique Colville, Cambronne répondrait :

« La garde meurt mais ne se rend pas ! »

Puis, devant l'insistance du Britannique, il aurait une réponse aussi énergique que concise, aujourd'hui connue comme le « mot de Cambronne », qu'il niera cependant tout le reste de sa vie avoir prononcé, : 

« Merde ! »

Sa détermination provoqua l'admiration des Britanniques, qui firent tout pour le capturer. Grièvement blessé, il est en effet fait prisonnier alors que les carrés de la garde escortent Napoléon jusqu'au carrefour de Quatre-Bras. Dans sa biographie de Napoléon, l'historien André Castelot raconte la retraite de l'armée « qui n'a perdu ni aigles ni drapeaux à Waterloo ».
Plus tard, Cambronne niera la phrase qui lui est attribuée : « Je n'ai pas pu dire « La Garde meurt mais ne se rend pas », puisque je ne suis pas mort et que je me suis rendu ».
Il semble que la fameuse phrase soit née sous la plume d'un journaliste, Michel-Nicolas Balisson de Rougemont, qui, dès le 24 juin 1815, la publia dans un article du Journal général de la France. La paternité de cette réponse, devenue honorable, est également disputée et vaut même un procès aux descendants de Cambronne, par ceux du général Michel. Le Conseil d'État ne tranche pas. Le témoignage d'Antoine Deleau semble sujet à caution, car paru après la première édition des Misérables, où Victor Hugo attribue ces paroles à Cambronne. Soigné par Mary Osburn, une infirmière d'origine écossaise, durant sa captivité, Cambronne l'épouse, et lui jurerait alors ne pas être l'auteur de cette réplique — ce qui lui vaudrait de recevoir une montre en cadeau,.

#### Impact culturel
Cette grossièreté héroïque a inspiré une pièce à Sacha Guitry : Le Mot de Cambronne. Comme elle est en vers et que le mot en question ne possède qu'une seule rime (« perde », conjugaison du verbe « perdre »), l'oreille du spectateur est évidemment aux aguets.
Victor Hugo, lui, a écrit : « Cambronne à Waterloo a enterré le premier empire dans un mot où est né le second », et dans Les Misérables : « Dire ce mot, et mourir ensuite. Quoi de plus grand ! car c'est mourir que de le vouloir, et ce n’est pas la faute de cet homme, si, mitraillé, il a survécu. (…) L'homme qui a gagné la bataille de Waterloo, c'est Cambronne. Foudroyer d’un tel mot le tonnerre qui vous tue, c’est vaincre. »
Dans Du côté de chez Swann, Marcel Proust fait Charles Swann et la princesse de Laumes se moquer du nom de la marquise de Cambremer :

« Enfin ces Cambremer ont un nom bien étonnant. Il finit juste à temps, mais il finit mal ! dit-elle en riant.

– Il ne commence pas mieux, répondit Swann.

– En effet cette double abréviation !…

– C'est quelqu'un de très en colère et de très convenable, qui n'a pas osé aller jusqu'au bout du premier mot.

– Mais puisqu'il ne devait pas pouvoir s'empêcher de commencer le second, il aurait mieux fait d'achever le premier pour en finir une bonne fois. »

On trouve aussi une allusion dans L'Aiglon d'Edmond Rostand. Au cours d'un bal à la Cour de Vienne, deux invités évoquent la Cour de Napoléon Bonaparte :

« - Un paillasse, avec le plus aristocratique dégoût :

Et cette cour qu'en un clin d'œil il fagota !

- Tiburce :

Quand on y parlait titre, étiquette, Gotha,

Mon cher, pour vous répondre, il n'y avait personne !

- Flambeau (doucement) :

Il n'y avait donc pas le général Cambronne ? »

Que le mot soit authentique ou non, le nom du général y est maintenant indissociablement attaché, à ce point qu'il est devenu un euphémisme (« Oh, et puis Cambronne à la fin ! ») et l'on trouve parfois le verbe cambronniser.
Et comme le mot est censé porter chance à celui à qui on le dit, Tristan Bernard a eu cette constatation désabusée :

« Cambronne, on y pense avec peine,

Ne se montra pas bien français :

Crier aux ennemis le mot qui porte veine,

C'était fatalement assurer leur succès. »

Jacques Prévert cite dans son recueil Choses et Autres un épisode du Tragique destin de Nicolas II et de sa famille de Pierre Gilliard : 

« À la cour de Russie 

Une omission de ma part me valut un des moments les plus désagréables de ma carrière pédagogique ; mais grâce à la présence d'esprit de l'empereur, tout se termina mieux que je n'aurais pu le craindre. 

Olga Nicolaïevna lisait Les Misérables et était arrivée à la description de la bataille de Waterloo. Au début de la leçon, elle me remit, selon sa coutume, la liste des mots qu'elle n'avait pas compris. Quel ne fut pas mon effroi d'y voir en toutes lettres le mot qui fit la gloire du héros qui commandait la garde. J'étais sûr pourtant d'avoir pris toutes mes précautions... Je demande le livre pour vérifier mes annotations et je constate mon incroyable oubli. Pour éviter une explication délicate, je biffe le mot malencontreusement et rends la feuille à Olga Nicolaïevna qui s'écrit :

— Tiens! Vous avez biffé le mot que je suis allée demander hier à papa !

La foudre tombant à mes pieds ne m'eût pas donné de commotion plus violente.

— Comment, vous avez...

— Mais oui, et il m'a répondu, après m'avoir demandé comment je le savais, que c'était un terme très énergique qu'il ne fallait pas répéter, mais que dans la bouche de ce général c'était le plus beau mot de la langue française. 

Quelques heures plus tard, à la promenade, je rencontrais l'empereur dans le parc ; il me prit à l'écart, et, du ton le plus sérieux, me dit :

— Monsieur, vous apprenez à mes filles un étrange vocabulaire...

Je m'embarrassais dans des explications confuses. Mais l'empereur, éclatant de rire, reprit :

— Allons, Monsieur, ne vous tourmentez pas, j'ai très bien compris ce qui s'était passé, et j'ai répondu à ma fille que c'était là un titre de gloire de l'armée française. »

Les rappeurs Shurik'N et Faf LaRage font une allusion directe à cet épisode par le titre et le refrain de la chanson La Garde meurt mais ne se rend pas (sur la compilation Chronique de Mars), toutefois sans référence au mot de Cambronne proprement dit.
Dans la chanson de Mireille et Jean Nohain intitulée Le Petit bureau de poste figurent les deux vers suivants : Et la petite Yvonne / Vous dit le mot d'Cambronne.
Il a également inspiré le groupe de rock Kambrones, qui voulait revendiquer, au début des années 1980, l'existence d'un rock français au milieu de la déferlante de rock anglo-saxon.
Dans l'album Le Schtroumpfissime, Peyo rend hommage à Cambronne tout en restant poli en utilisant un « Schtroumpf ! » comme réponse à une injonction de se rendre.

### Fin de carrière
Conduit en Angleterre, il écrit à Louis XVIII pour obtenir la permission de rentrer en France. Il revient sans avoir reçu de réponse, est arrêté, conduit à Paris, traduit devant le conseil de guerre. Il est libéré pour pouvoir assister à son procès pour trahison (attaque de la France à main armée). Défendu par le royaliste Berryer, il est acquitté le 26 avril 1816. Cambronne retourne ensuite résider à Nantes au no 3, rue Jean-Jacques-Rousseau (où se trouve actuellement le Cercle Cambronne, dans un immeuble bâti en 1785).

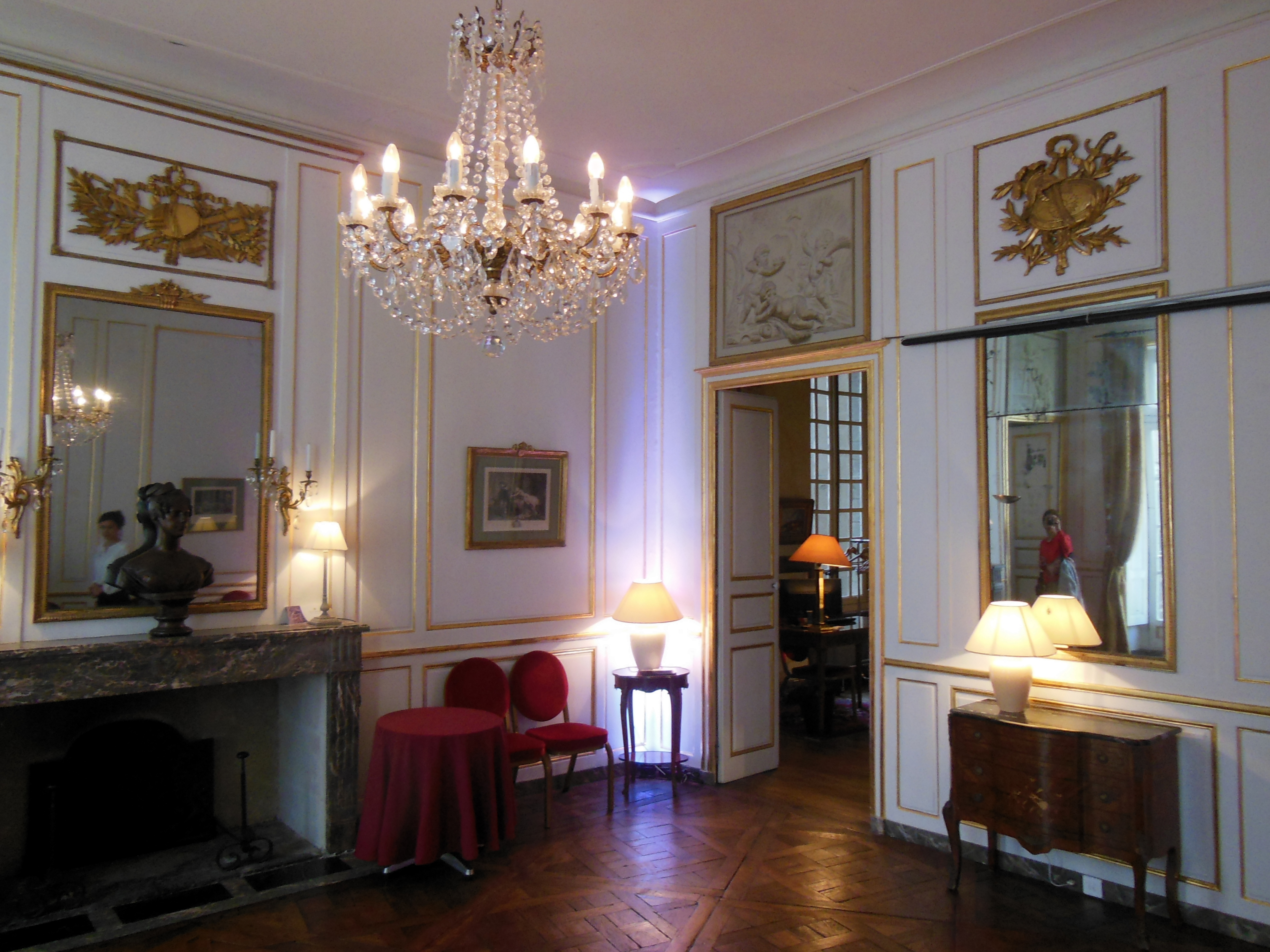
Appartement de Cambronne à Nantes, le salon.
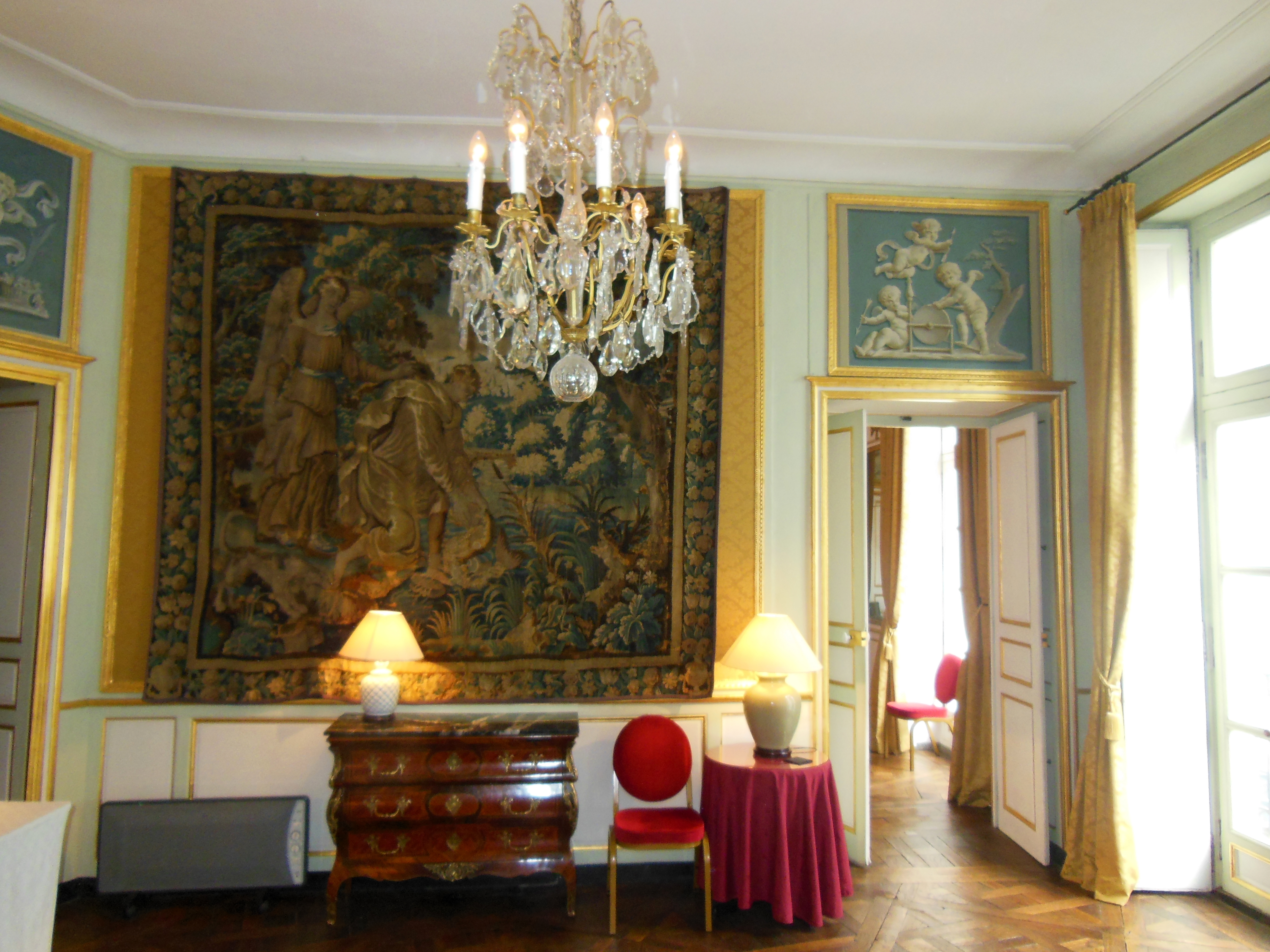
Appartement de Cambronne à Nantes, la chambre.
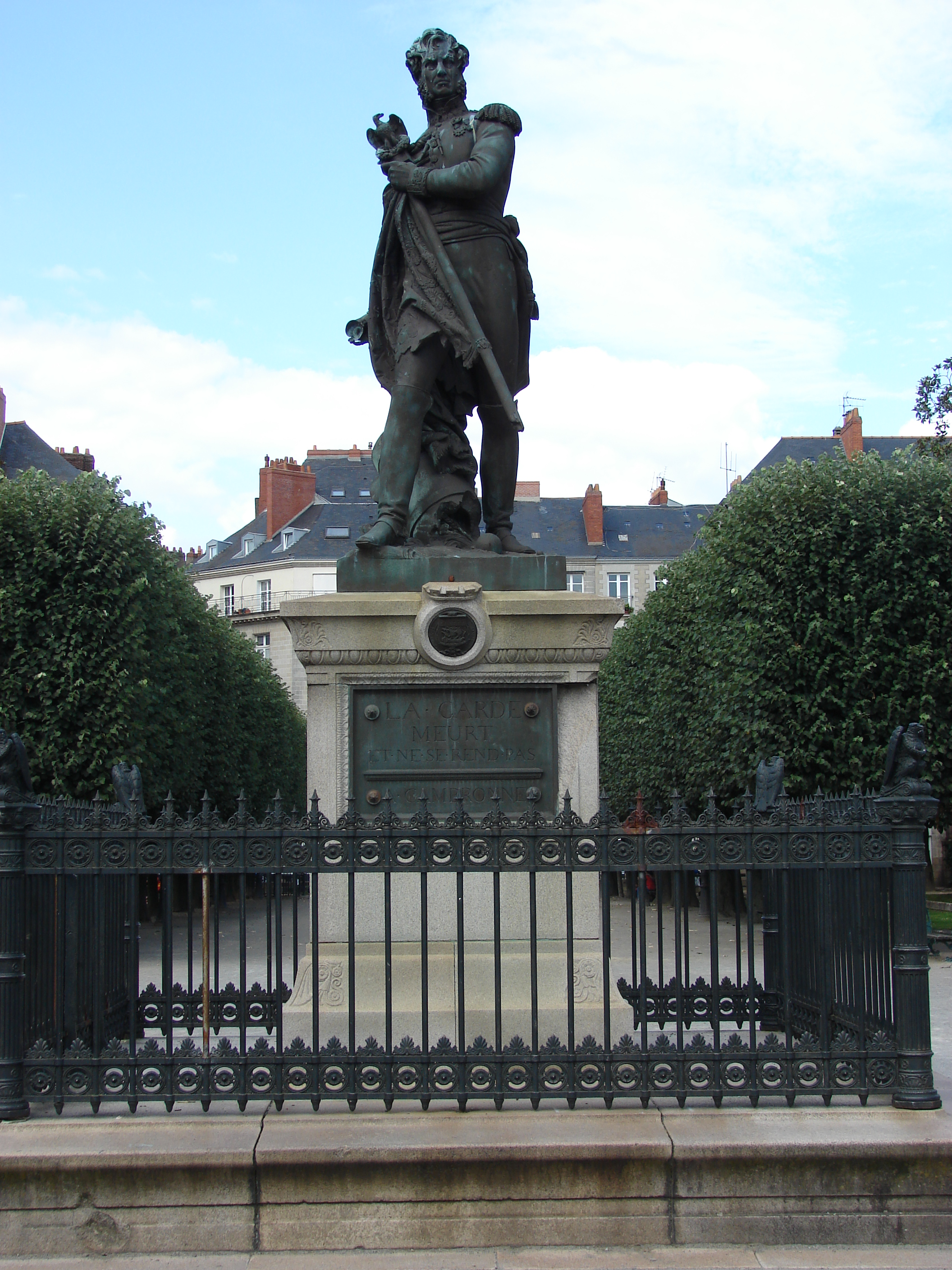
Jean-Baptiste Joseph Debay fils, Monument au général Cambronne (1847), Nantes, cours Cambronne.
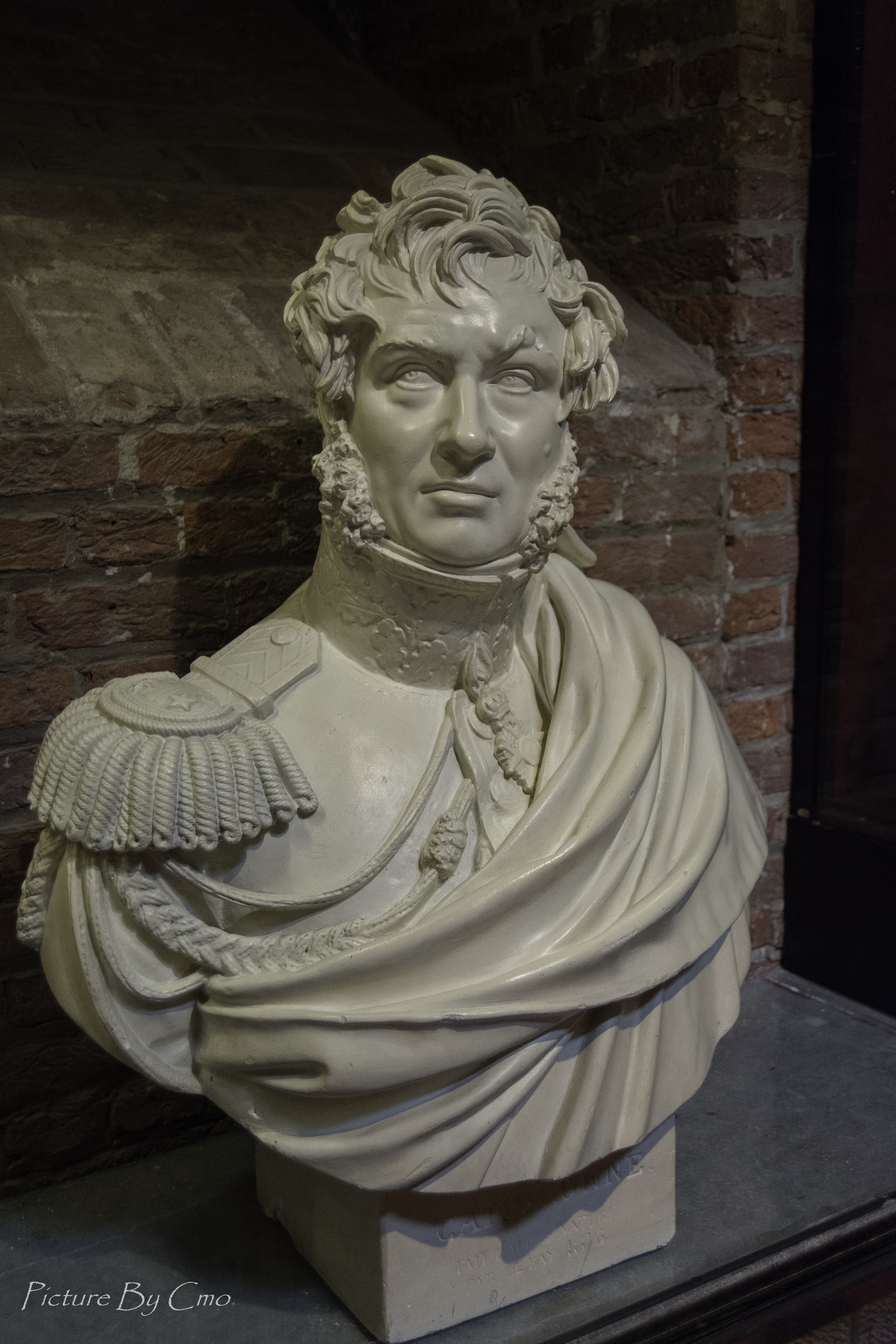
Buste au Musée royal de l'Armée et de l'Histoire militaire, Bruxelles.
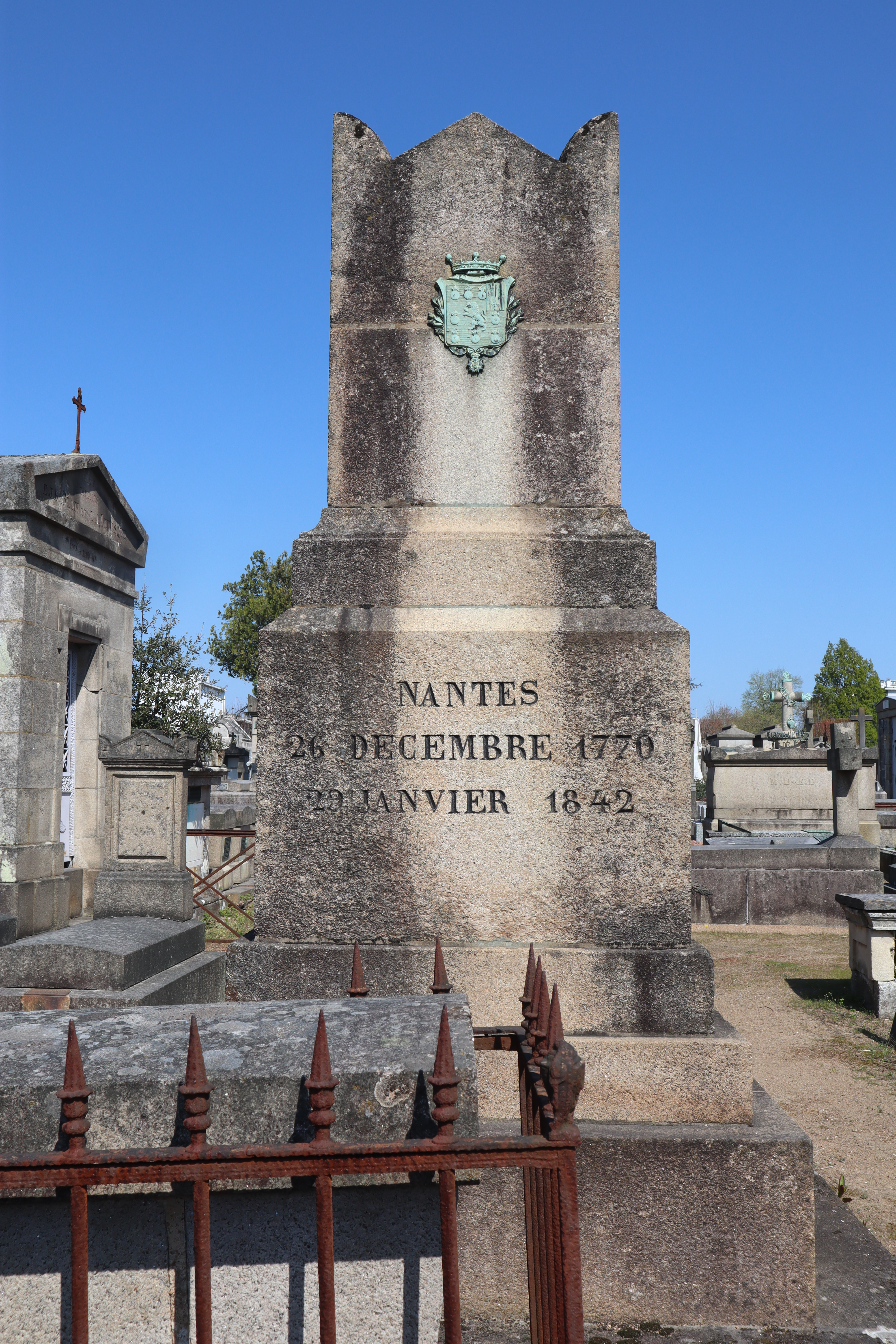
Tombe de Pierre Cambronne, cimetière Miséricorde.

Sa résidence d'été se trouvait à Saint-Sébastien-sur-Loire, près de Nantes, d'abord dans la propriété familiale où enfant il passait ses vacances, puis dans le manoir de la Baugerie, propriété de Mary Osburn, qu'il épousa le 10 mai 1820.
En 1820, Louis XVIII le nomme commandant de la place de Lille avec le grade de maréchal de camp, puis le fait vicomte au mois d'août 1822. Cambronne prend alors sa retraite. Il est fait grand officier de la Légion d'honneur le 28 novembre 1831, et en 1832, le préfet de Loire-Inférieure le nomme conseiller municipal de Saint-Sébastien — mais il démissionne immédiatement, alléguant des raisons de santé.
Il meurt dans la nuit du 28 au 29 janvier 1842, à son domicile nantais de la rue Jean-Jacques-Rousseau, et est inhumé au cimetière Miséricorde. Par une ordonnance du 5 décembre 1842, le roi Louis-Philippe Ier autorise sa ville natale à élever une statue en son honneur. Le monument, inauguré le 28 juillet 1848, est placé au centre du cours situé non loin de son ancien domicile et qui, depuis 1936, porte son nom. À Paris, une rue, une place, un square et une station de métro situés dans le 15e arrondissement portent son nom.
Il est représenté sur la frise Le départ des armées de l'Arc de triomphe de l'Étoile et son nom est inscrit sur le pilier Nord du même monument.

## Blessures
Il est blessé : 
- d'une balle à la cuisse à la bataille de Bar-sur-Aube le 27 février 1814 ;
- d'un éclat de mitraille à la cuisse, d'une balle au bras gauche, d'une autre balle au corps, et d'un coup au corps, à la bataille de Craonne le 6 mars 1814 ;
- d'un éclat d'obus à la tête, d'un coup de sabre au bras droit, d'un coup de baïonnette à la main droite à la bataille de Waterloo.

## Décorations
- Légion d'honneur : 
  - chevalier le 14 juin 1804 ;
  - officier le 16 janvier 1807 ;
  - commandeur le 6 avril 1813 ;
  - grand officier le 28 novembre 1831.

## Armoiries
| Image | Blasonnement |
| ----- | --- |
|       | Armes du baron Cambronne et de l'Empire (décret du 15 mars 1810, lettres patentes du 4 juin 1810 (Saint-Cloud)). D'azur au lion en abîme, à l'orle de dix grenades d'argent, allumées du même au franc quartier des barons tirés de l'armée., Livrées : bleu, jaune, blanc.                    |
|       | Armes du comte Cambronne et de l'Empire (décret du 1er avril 1815, (non confirmé par lettres patentes). D'azur à un lion d'or, armé et lampassé de gueules, accompagné de dix grenades d'argent allumées de gueules disposées en orle ; au canton des Comtes Militaires de l'Empire brochant., |